# Operalnia
Operalnia var ett operahus i Warszawa i Polen, verksam 1725-1772. Det var Polens första offentliga operahus. 
I Polen turnerade utländska teatersällskap under 1600-talet, och en hovteater etablerades: åren 1633-1648 fanns det ett permanent italienskt kompani vid kung Władysław IV Vasas hov. Under 1700-talet började också sk. magnatteatrar bildas, det vill säga de polska adliga magnaterna grundade privata teatrar på sina gods och i sina privata stadspalats, där utländska artister, amatörer och livegna fick spela teater, opera och balett. Men under upplysningstiden uppkom ett behov av en allmän operateater. 
Byggnaden uppfördes från 1725 på initiativ av August II, som till en början tilldelade 5 000 dukater för detta ändamål. Bland de potentiella skaparna av byggnadsdesignen finns: Józef Galli-Bibiena, Mateusz Daniel Pöppelmann, Carl Friedrich Pöppelmann och Joachim Daniel Jauch. Byggnaden dekorerades av: Mock (målare) och Yinache (skulptör). Prototypen av byggnaden av Warszawas operahus var den lilla teatern i Dresden från 1687. Den låg i den sydvästra delen av Saschiska trädgården. 
Operalnia representerade samtidstypen av italiensk en barockteater. Den rektangulära byggnaden var uppdelad i tre delar:
- vestibul och trappor;
- publiksal med plats för orkestern;
- scen med backstage-system.

Byggnaden hade fyra våningar med loger och bänkar på bottenvåningen, som var uppdelade i två delar: för adeln och för stadsborna. Totalt kunde teatern ta emot cirka 500 åskådare. Det fanns inga förråd i teaterbyggnaden för t.ex. för sammansättningen av dekorationen. De låg i en separat byggnad i närheten. 
I början var föreställningar på Operalnia sällsynta, och utländska operakompanier framförde italienska operor. Under August III:s regeringstid blev de regelbundna. Föreställningar av Johann Adolf Hasses Dresdenopera ägde rum där 1758–1762. Under Stanisław Augusts regeringstid inkluderade Operalnias repertoar franska vaudeviller och italienska komiska operor. 
Den 19 november 1765 invigdes den nyligen grundade Nationalteatern av det första inhemska polska teatersällskapet i Operalnia-byggnaden genom premiären av Józef Bielawskis komedi Natręci.
Byggnaden revs 1772 på grund av dess dåliga tekniska skick. Från 1773 ägde operaföreställningar rum i Radziwiłł-palatset vid Krakowskie Przedmieście